# Volo Aeroflot 315 (1959)
Il volo Aeroflot 315 era un volo passeggeri di linea operato da Aeroflot dall'aeroporto internazionale di Mosca-Vnukovo all'aeroporto di Leopoli, in Ucraina. Il 16 novembre 1959, l'Antonov An-10 che operava questo volo si schiantò prima di atterrare sulla pista dell'aeroporto durante l'avvicinamento finale. Tutti i 32 passeggeri e otto membri dell'equipaggio persero la vita.
La Commissione investigativa sugli incidenti aerei concluse che la causa dell'incidente era il risultato di una combinazione di difetti di progettazione e formazione di ghiaccio.

## L'incidente
Il volo 315 partì dall'aeroporto di Vnukovo alle 16:48 ora di Mosca venendo autorizzato a salire a quota 7.000 metri. Quando l'Antonov si avvicinò a Leopoli, era stata segnalata una temperatura di -1 °C, un'umidità del 97% con visibilità a tre km e possibilità di formazione di ghiaccio. La discesa fu normale e il pilota riferì di aver raggiunto il radiofaro esterno a quota 200 metri. Prima di raggiungerlo l'aereo scese dalle nuvole e l'equipaggio seguì le regole del volo a vista (VFR). Alle 19:06, durante la discesa di 110 metri, i flap vennero impostati a 45° e l'Antonov picchiò ripidamente. A 2.100 metri dalla pista, e con un assetto di 25° verso il basso, l'aereo si schiantò al suolo, ribaltandosi ed esplodendo in fiamme. L'impatto e il fuoco post-incidente uccisero tutti gli occupanti a bordo.

## L'aereo
La costruzione dell'AN-10 coinvolto, numero di serie 9401402-14-02, fu completata presso la fabbrica di aeromobili di Voronež il 5 giugno 1959 e venne trasferito alla flotta aerea civile. Al momento dell'incidente, l'aereo aveva sostenuto un totale di 277 ore di volo.

## L'indagine
Dopo aver esaminato le prove disponibili, la Commissione investigativa sugli incidenti aerei concluse che potrebbe aver contribuito all'incidente un'anomalia nel sistema di controllo della potenza del motore combinata con un pessimo posizionamento degli altri comandi nella cabina di pilotaggio. Continuarono ipotizzando che il pilota in comando (PIC) potrebbe aver ridotto la potenza perché la formazione di ghiaccio del tubo di Pitot avrebbe causato una lettura dell'indicatore di velocità superiore alla velocità relativa effettiva.
Il 26 febbraio 1960, circa tre mesi dopo questo incidente, un altro AN-10 si schiantò in condizioni simili. I test rivelarono che la formazione di ghiaccio sullo stabilizzatore orizzontale creava un angolo di attacco estremamente critico, che causava un improvviso beccheggio dell'aereo quando i flap si abbassavano all'impostazione massima di 45 gradi. Per risolvere la questione i sistemi di sghiacciamento per lo stabilizzatore furono migliorati e venne vietata l'impostazione dei flap oltre i 15 gradi in condizioni dove era certo si sarebbe formato del ghiaccio.